# Grenzvertrag zwischen Bayern und Österreich

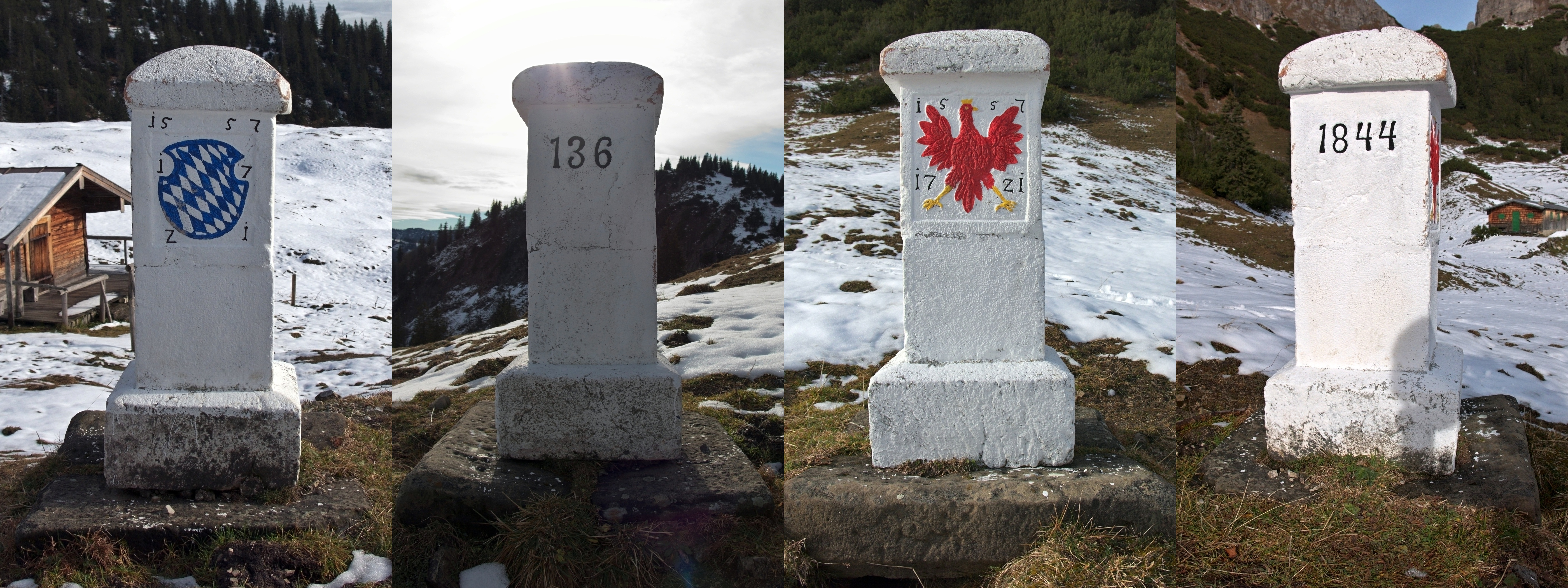
Grenzstein 136 an der Ritzelbergalpe beim Schinder

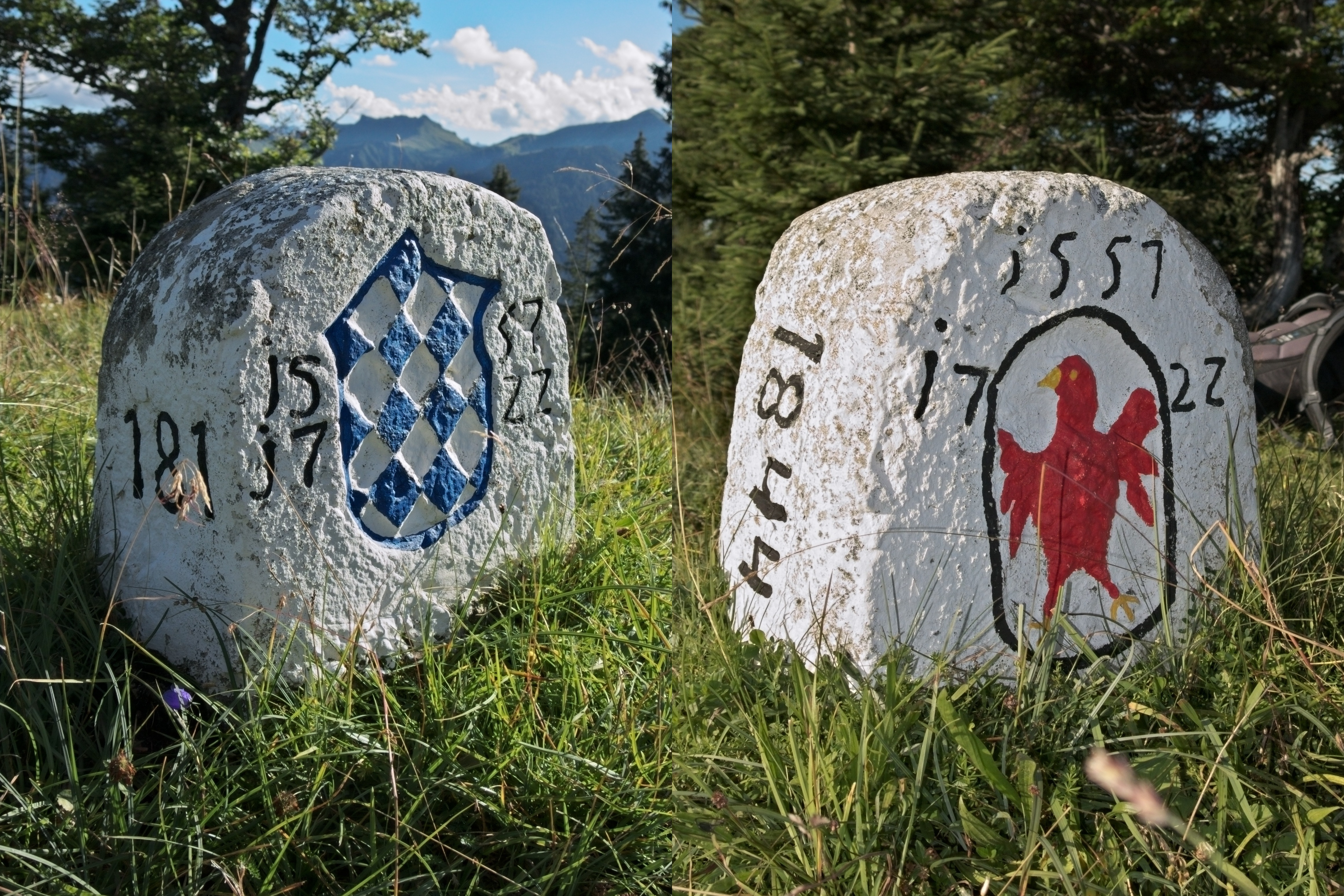
Grenzstein 181 auf dem Reitstein

Der Grenzvertrag zwischen Bayern und Österreich („Gränzberichtigungs-Vertrag“) vom 30. Januar 1844 zwischen dem Königreich Bayern und dem Kaisertum Österreich betraf die Regelung der Landesgrenze zwischen dem Königreich Bayern einerseits und der gefürsteten Grafschaft Tirol und Vorarlberg andererseits. Er regelte die Grenzziehung vom Scheibelberge an der Salzburger Grenze bis an den Bodensee.
„Bayern erhält endgültig das Waldeigentum des Hofmarkbezirks Fischbachau, der an der Grenze zu Österreich im bayerischen Landgericht Miesbach liegt.
Österreich erkennt des Weiteren die volle bayerische Landeshoheit über den Weiler Spielmannsau mit Trauchberg im Landgericht Sonthofen
sowie über den Weiler Biesling (auch Biesings genannt) im Landgericht Lindau an. Hier hatte Österreich aufgrund von Verträgen aus dem 16. und 17. Jahrhundert noch Rechte in den Bereichen Steuern, Gerichtsbarkeit, Forsten und Jagd. Die bisher strittige Grenze am Laibach liegt von nun an in der Mitte des Flusses.
Bayern erkennt die österreichische Landeshoheit über die Gemeinde Jungholz an. Diese Gemeinde ist nur über den Steinberg mit Tirol verbunden und ansonsten von bayerischem Gebiet umschlossen.“
Anmerkung zum Zitat: Der Name Laibach als Grenzfluss zwischen Bayern und Österreich findet sich heute nicht mehr. Im Sinne einer Grenzverlegung am Ort Biesings liegt nur wenige hundert Meter südlich die heute im Unterlauf als Grenzfluss zwischen beiden Ländern fungierende Leiblach. Andere bekannte Flüsse des erstgenannten Namens scheiden durchweg als Option aus.